# Oplurus quadrimaculatus
Oplurus quadrimaculatus is een hagedis uit de familie madagaskarleguanen (Opluridae) en is endemisch in Madagaskar. Hij werd in 1851 voor het eerst wetenschappelijk beschreven door de Franse zoölogen André Marie Constant Duméril en Gabriel Bibron.

## Uiterlijke kenmerken
Oplurus quadrimaculatus bereikt op volwassen leeftijd een lengte van 25 tot 39 centimeter. De grijze huid is gevlekt op de rug en de staart en poten zijn bedekt met vergrote, stekelige schubben.

## Leefwijze
Een groot deel van de dag brengt Oplurus quadrimaculatus zonnend door op rotsen. Hij voedt zich voornamelijk met insecten. De paring duurt slechts enkele seconden. Het vrouwtje legt haar eieren in beschutte plaatsen tussen de rotsen.

## Verspreiding en leefgebied
Oplurus quadrimaculatus leeft in het zuidelijke gedeelte van de centrale hooglanden van Madagaskar. Zijn verspreidingsgebied is gelegen in de ecoregio 'Subtropische bossen van Madagaskar' en omvat onder andere het Nationaal park Isalo. Hij komt voor in rotsen en op kleivlaktes, tot op een hoogte van 2050 meter boven zeeniveau.

### Beschermingsstatus
Het leefgebied van Oplurus quadrimaculatus gaat in kwaliteit achteruit, maar de hagedis komt er in grote populaties voor. De soort staat derhalve als 'niet bedreigd' (LC of Least Concern) op de Rode Lijst van de IUCN.